# Pagnotta di San Martino
La pagnotta di San Martino è un dolce all’aspetto simile al pane, arricchito con ingredienti tipici del periodo autunnale, quali noci, uva sultanina e noce moscata. È diffusa nei territori di Montescudo-Monte Colombo ed è inserita nell'elenco regionale dei prodotti agroalimentari tradizionali (P.A.T.).

## Preparazione
La preparazione si basa su una ricetta tradizionale tramandata oralmente, che impiega  ingredienti che le famiglie contadine potevano reperire al termine dell’annata agraria. La pagnotta è prodotta con un impasto di farina e lievito a cui, dopo una prima lievitazione, si aggiungono vino, olio e dell’altro lievito. Successivamente si incorporano le noci, l’uva sultanina e il composto viene fatto lievitare per ore in un ambiente caldo. La pagnotta viene quindi cotta in forno.

## Consumazione
Secondo la tradizione era il pasto che i contadini portavano con sé nei campi durante la raccolta delle olive, essendo un prodotto altamente nutriente. Il nome deriva dal periodo di produzione e consumazione, in cui cadeva la ricorrenza di san Martino in Tours (11 novembre), patrono di Monte Colombo. Nel mondo rurale quella data era considerata il capodanno dell’agricoltura, poiché di norma terminava l’attività produttiva nei campi, a cui seguiva la semina e l’eventuale ingresso sul podere di una nuova famiglia di mezzadri.  Oggi invece è consumata dopo i pasti come dolce. Il consumo può avvenire nell'arco di una settimana. Oppure, se viene fatta seccare com'era consuetudine in passato, può essere consumata indurita anche entro un mese.